# Boise County
Boise County is een county in de Amerikaanse staat Idaho.
De county heeft een landoppervlakte van 4.927 km² en telt 6.670 inwoners (volkstelling 2000). De hoofdplaats is Idaho City.